# 西利柏提 (印地安納州傑伊縣)
西利柏提（英語：West Liberty）是位於美國印地安納州傑伊縣的一個非建制地區。